# Anatomiska termer för rörelse
Standardiserade anatomiska termer för rörelse beskriver hur musklernas kontraktion ändrar kroppsdelarnas position relativt den anatomiska grundställningen, då blicken är riktad framåt, armarna hänger längs med kroppen med handflatorna riktade framåt och fötterna är placerade så att de vidrör varandra. För de flesta rörelser finns en motsatt rörelse som återställer grundställningen och termerna för ledrörelser behandlas därför här parvis. 
I verkliga livet består kroppens rörelser vanligen av en kombination av nedanstående typer av rörelser. Man talar därför om till exempel ventrodorsalrotation och menar då rotation framåt-bakåt kring en transversell axel (som vid nickning). Man kan också ange att pariga muskler verkar isolerat, unilateralt, eller tillsammans, bilateralt. Prefixen hyper- eller över- används ibland för att ange att en rörelse riskerar att skada en led.

## Generella rörelser
| Ändring av vinkeln mellan två kroppsdelar         | FlexionVentral rörelse i sagittalplanet. En böjande rörelse som minskar vinkeln mellan två kroppsdelar. "Dra ihop sig"-rörelser. Exempel: Knäna är flekterade då vi sitter på en stol och fingrarna då vi knyter näven. Flexion i höften innebär att man för benet framåt liksom flexion i skuldran gör att armen förs framåt.     | ExtensionDorsal rörelse i sagittalplanet. En sträckande rörelse som ökar vinkeln mellan två kroppsdelar. "Sträcka ut sig"-rörelser Exempel: Då vi skakar hand är normalt fingrarna extenderade, liksom knäna då vi står upp. I skuldran och höften innebär extension att armen/benet förs bakåt.                                      |
| Ändring av positionen relativt kroppens mittlinje | AbduktionEn rörelse bort från kroppens eller extremitetens centrala axel. En rörelse som för isär kroppsdelar. Exempel: I handen abduceras fingrarna då de förs isär. I fotleden kallas stortåns motsvarande rörelse för radialdeviation. Att lyfta armarna åt sidorna, bort från kroppen är ett exempel på abduktion.             | AdduktionEn rörelse in mot kroppens eller extremitetens centrala axel. En rörelse som för ihop kroppsdelar. Exempel: Att ställa sig i givakt innebär till exempel att både armarna och benen adduceras, dvs att fötterna förs ihop och att händerna trycks mot höfterna.                                                              |
| Rotation av kroppsdelar                           | Inåtrotation eller medialrotationVridning kring en longitudinell axel in mot kroppens mittlinje. En rörelse som för armbågen eller knät in mot kroppens mittlinje. Exempel: Att kramas innebär vanligen att armarna inåtroteras i flexerat läge. Att lyfta en fotboll med fotens utsida innebär typiskt nog att benet inåtroteras. | Utåtrotation eller lateralrotationVridning kring en longitudinell axel bort från kroppens mittlinje. En rörelse som för armbågen eller knät bort från kroppens mittlinje. Exempel: Då man tar någon "arm i arm" utåtroterar man armen. Då man tar sats inför ett hopp utåtroterar man vanligen benen. Grodans bakben är utåtroterade. |
| Ändring av vertikalt läge                         | ElevationKraniell rörelse En rörelse som för en kroppsdel uppåt. Exempel: Då vi skakar på axlarna eleveras skulderbladen då de förs uppåt. | DepressionKaudal rörelse En rörelse som för en kroppsdel nedåt. Exempel: Då vi sänkar skulderbladen. Både elevation och depression används främst för just skulderbladen. |

## Speciella rörelser i hand och fot
| Handens och fotens ytor | PalmarSom hör till handflatan (palma manus). PlantarSom hör till fotsulan (planta pedis). Adjektivet volar används ibland synonymt med palmar. | DorsalSom hör till ryggens baksida, dvs handryggen (dorsum manus) eller fotens ovansida, dvs fotryggen (dorsum pedis). |
| Rotation av underarmen  | PronationInåtrotation av underarmen En rörelse där strålbenet vrids kring armbågsbenet och handflatan vrids nedåt. Exempel: —                  | SupinationUtåtrotation av underarmen. En rörelse då handflatan vrids uppåt. Exempel: —                                 |
| Rotation i fotleden     | Dorsalflexion"Uppåtböjning" av foten. Böjning som för fotspetsen uppåt. Exempel: Då man "lättar på gasen".                                     | Plantarflexion"Nedåtböjning" av foten. Böjning som för tåspetsen nedåt. Exempel: Då man trycker ned gaspedalen.        |
| Rotation i fotleden     | EversionUtåtrotation av fotleden. En rörelse där fotsulan vrids utåt, bort från medianplanet. Exempel: —                                       | InversionInåtrotation av fotleden. En rörelse där fotsulan vrids inåt. Exempel: —                                      |

## Andra speciella rörelser
| Generell anterior-posterior rörelse      | ProtrusionFörflytta framåt En term som framför allt används om underkäken. Exempel: Tuggning.                                 | RetrusionFörflytta bakåt Exempel:Tuggning.                                                                                               |
| Anterior-posterior rörelse av skuldrorna | ProtraktionFramåtriktad rörelse av skuldran En rörelse som vrider skulderbladet lateralt. Exempel: Då vi sträcker oss framåt. | RetraktionBakåtriktad rörelse av skuldran. En rörelse som vrider skulderbladet medialt. Exempel: Då vi lutar oss bakåt mot handflatorna. |
| Rörelse inuti kroppen                    | Anterograd rörelseRörelse med normal flödesriktning. Exempel: Då maten färdas från munnen till magen.                         | Retrograd rörelseRörelse mot normal flödesriktning. Exempel: Gastrisk reflux                                                             |

Några rörelser som saknar tydlig oppositionsrörelse:
- Rotation: Vridning kring en axel.
- Cirkumduktion: En cirkulär, eller egentligen konisk, rörelse av en kroppsdel i till exempel en kulled eller av ögat i ögonhålan. Cirkumduktion utgör en kombination av flexion, extension, adduktion och abduktion.
- Opposition: En rörelse då tummen förs ihop med de övriga fingrarna.
- Reposition: Då man släpper ett föremål man håller i handen.